# Lacconotus punctatus
Lacconotus punctatus är en skalbaggsart som beskrevs av Leconte 1862. Lacconotus punctatus ingår i släktet Lacconotus och familjen Mycteridae. Inga underarter finns listade i Catalogue of Life.